# Зільке Франкль
Зільке Франкль (нім. Silke Frankl; нар. 29 травня 1970) — колишня німецька тенісистка.
Найвищу одиночну позицію світового рейтингу — 67 місце досягла 15 серпня 1994, парну — 127 місце — 2 березня 1992 року.
Здобула 2 одиночні та 1 парний титул туру ITF.
Найвищим досягненням на турнірах Великого шолома було 3 коло в одиночному розряді.
Завершила кар'єру 1998 року.

## Фінали Туру WTA

### Парний розряд (0–1)
| Результат | Дата               | Турнір        | Рівень      | Покриття | Партнерка  | Суперниці                 | Рахунок  |
| --------- | ------------------ | ------------- | ----------- | -------- | ---------- | ------------------------- | -------- |
| Поразка   | Athens Trophy 1988 | Афіни, Греція | Категорія 1 | Ґрунт    | Забіне Гак | Сабрина Голеш Юдіт Візнер | 5–7, 0–6 |

## Фінали ITF

### Одиночний розряд (2–6)
| Легенда         |
| --------------- |
| турніри $25,000 |
| турніри $10,000 |

| Результат | Ранг | Дата            | Турнір                          | Покриття | Суперниця       | Рахунок       |
| --------- | ---- | --------------- | ------------------------------- | -------- | --------------- | ------------- |
| Перемога  | 1.   | 20 квітня 1987  | Queens, Велика Британія         | Тверде   | Кейті Рікетт    | 6–3, 7–5      |
| Поразка   | 2.   | 21 березня 1988 | Реймс, Франція                  | Ґрунт    | Катерін Бонне   | 4–6, 6–7      |
| Поразка   | 3.   | 3 липня 1989    | Штутгарт, Західна Німеччина     | Ґрунт    | Ізабель Куето   | 1–6, 1–6      |
| Поразка   | 4.   | 20 серпня 1989  | Будапешт, Угорщина              | Ґрунт    | Елена Пампулова | 4–6, 7–6, 0–6 |
| Поразка   | 5.   | 6 серпня 1990   | Будапешт, Угорщина              | Ґрунт    | Анна Фелденьї   | 2–6, 6–4, 4–6 |
| Перемога  | 6.   | 1 липня 1991    | Файгінген-ан-дер-Енц, Німеччина | Ґрунт    | Катя Олєклаус   | 6–0, 7–5      |
| Поразка   | 7.   | 13 травня 1996  | Тортоса, Іспанія                | Ґрунт    | Анґела Бюрґіс   | 1–6, 1–6      |
| Поразка   | 8.   | 11 серпня 1996  | Падерборн, Німеччина            | Ґрунт    | Мая Палавершич  | 1–6, 7–6, 3–6 |

### Парний розряд (1–2)
| Результат | Ранг | Дата           | Турнір              | Покриття | Партнерка      | Суперниці                              | Рахунок       |
| --------- | ---- | -------------- | ------------------- | -------- | -------------- | -------------------------------------- | ------------- |
| Поразка   | 1.   | 14 серпня 1989 | Будапешт, Угорщина  | Ґрунт    | Нанне Дальман  | Гана Фукаркова Дениса Крайчовичова     | 6–4, 3–6, 3–6 |
| Поразка   | 2.   | 17 червня 1996 | Клостерс, Швейцарія | Ґрунт    | Урсула Светлік | Деббі Гак Патті ван Аккер              | 3–6, 6–7      |
| Перемога  | 3.   | 9 лютого 1998  | Майорка, Іспанія    | Ґрунт    | Ева Бельбль    | Аліче Канепа Кончіта Мартінес Гранадос | 6–3, 6–3      |